# Angband
Angband is een fictieve plaats uit de Silmarillion van J.R.R. Tolkien.
Angband is een fort van de duistere heerser Morgoth. De naam is Sindarijns voor "hel van ijzer" of meer letterlijk "ijzeren gevangenis". Het was geconstrueerd in de Eerste Era in de Ered Engrin in het noorden van Beleriand. Morgoth bouwde het als verdediging tegen een eventuele aanval van de Valar vanuit Aman en zette Sauron er neer als bevelhebber. Niettemin zouden de Valar Morgoth (of "Melkor") gevangennemen en Utumno, zijn andere fort, vernietigen. Na drie era's van gevangenschap keerde Morgoth terug naar Midden-aarde en bezette wederom Angband, dat hij versterkte met het vulkanische Thangorodrim. Hij heerste daar tot het einde van de Eerste Era, totdat het in de Oorlog van Gramschap werd vernietigd.